# Grugny
Grugny – miejscowość i gmina we Francji, w regionie Normandia, w departamencie Sekwana Nadmorska.
Według danych na rok 1990 gminę zamieszkiwało 1181 osób, a gęstość zaludnienia wynosiła 371 osób/km² (wśród 1421 gmin Górnej Normandii Grugny plasuje się na 181. miejscu pod względem liczby ludności, natomiast pod względem powierzchni na miejscu 829.).